# Kościół Ducha Świętego w Brzesku
Kościół Ducha Świętego w Brzesku – rzymskokatolicki kościół filialny należący do parafii Najświętszej Maryi Panny Matki Kościoła i św. Jakuba Apostoła w Brzesku (dekanat Brzesko diecezji tarnowskiej)

## Historia kościoła
Jest to świątynia wzniesiona przez ks. Jana Fortunę, kapłana wywodzącego się z Brzeska, który oddał na ten cel swoje oszczędności. Według pomysłu budowniczego miał to być kościół szkolny z salami katechetycznymi do nauki religii. Budowa rozpoczęła się w 1957 roku i została ukończona w 1960. Księdza Fortunę w pracach budowlanych wspierała brzeska parafia oraz okoliczne wspólnoty, a także indywidualni darczyńcy. Od 1962 roku odbywały się w świątyni lekcje religii. W dniu 17 marca 1962 roku biskup Jan Stepa erygował w budynku kaplicę pod wezwaniem Ducha Świętego. Gdy powstała w Brzesku parafia Miłosierdzia Bożego, kościół stał się pomocny dla nowo powstałej wspólnoty. W latach 1993–1997 pełnił on funkcję kościoła parafialnego, do czasu zbudowania nowego kościoła pod wezwaniem Miłosierdzia Bożego.